# Братська могила радянських воїнів (Кіровське цивільне кладовище Саксаганського району м. Кривий Ріг)
Братська могила радянських воїнів, що знаходиться на Кіровському цивільному кладовищі Саксаганського району м. Кривий Ріг. 

## Передісторія
Пам'ятка пов'язана з подіями Другої світової війни. У лютому 1944 року частини 188-ї стрілецької дивізії 37-ї армії визволяли м. Кривий Ріг. В братській могилі поховані воїни, що загинули під час визволення селища Артема.
У 1967 році встановлено пам'ятник – обеліск пірамідальної форми з полірованого граніту з меморіальним написом. Відповідальний керівник проекту – інженер Кудишевський. 
Рішенням Дніпропетровського облвиконкому від 08.08.1970 р. № 618 пам'ятка була взята на державний облік з охоронним номером 1660.
Відповідно до списку увічнених воїнів, опублікованих на сайті http://www.krivoyrog-poshuk.ho.ua [Архівовано 25 лютого 2020 у Wayback Machine.], станом на 2017 рік відомі дані щодо 10 загиблих воїнів-визволителів Криворіжжя, похованих у братській могилі на Кіровському цивільному кладовищі.

## Пам'ятка
Братська могила розташована біля центральної алеї кладовища. З боку цієї алеї до могили зроблено підхід, розмірами 3,40х1,80 м. Цими ж плитами обкладено по периметру майданчик з обеліском, меморіальною плитою та огорожею. З трьох боків, крім алеї, братська могила оточена цивільними захороненнями. 
Об'єкт складається з братської могили, на якій встановлено обеліск, біля підніжжя його на газоні укладена меморіальна плита з іменами похованих та огорожі.
Обеліск підпрямокутної форми (верхня грань – двосхила) складається з двох полірованих гранітних блоків червоно-коричневого кольору.
Розміри обеліска по низу: 0,70х0,30 м, висота – 2,5 м. На нижньому блоці викарбувано напис російською мовою у 6 рядків: «Вечная память / героям павшим / в боях за свободу / и независимость / нашей Родины / 1941-1945 гг.». Постамент під обеліском складається з двох прямокутних блоків полірованого граніту того ж кольору, зі скошеними верхніми торцями.  
Розміри: 1-й (нижній) 1,20х0,8х0,35 м, 2-й (верхній): 1,0х0,60х0,55 м. 
Меморіальна плита з темно-рожевого полірованого граніту, розмірами 1,20х0,90х0,07 м, розташована біля підніжжя постаменту обеліска, в огорожі прямокутної форми, розмірами 1,35х1,50 м, складеної з гранітних блоків. Меморіальна плита однією (верхньою) частиною лежить на огорожі, нижньою на землі в середині огорожі.  
На плиті викарбувано напис російською мовою: «Здесь похоронены 24 воина, / освободители поселка Артем» й увічнені прізвища, ініціали та дати загибелі 10 радянських воїнів.
Простір між огорожею і меморіальною плитою заповнено землею.
Майданчик біля обеліска і меморіальної плити викладено уламками гранітних плиток рожевуватого кольору (мозаїка). Висота майданчика 15 см.
Огорожа по периметру майданчика складається з 12 чавунних стовпчиків, круглих в розрізі, діаметром 12 см, висотою 0,45 м. Між ними декоративна загорожа з двох паралельних дротів, між якими встановлено кола з того ж матеріалу. Огорожа пофарбована чорним.